# Mario Lemina
Mario René Junior Lemina, född 1 september 1993 i Libreville, är en gabonesisk-fransk fotbollsspelare (mittfältare) som spelar för Galatasaray. Han representerar även det gabonesiska landslaget.

## Klubbkarriär
I augusti 2017 skrev han på ett femårskontrakt med engelska klubben Southampton. Den 2 september 2019 lånades Lemina ut till turkiska Galatasaray på ett låneavtal över säsongen 2019/2020. Den 30 augusti 2020 lånades Lemina ut till Fulham på ett låneavtal över säsongen 2020/2021. Den 24 juli 2021 värvades Lemina till den franska Ligue 1-klubben Nice.
Den 13 januari 2023 värvades Lemina av Wolverhampton Wanderers, där han skrev på ett 2,5-årskontrakt. Den 5 februari 2025 blev Lemina klar för en återkomst i Galatasaray, där han skrev på ett 1,5-årskontrakt med option på ytterligare ett år.

## Landslagskarriär
Lemina var uttagen i Gabons trupp till Afrikanska mästerskapet 2017.